# Ænema
«Ænema» es una canción de la banda estadounidense de metal progresivo Tool. Es la décima tercera canción y uno de los sencillos del álbum Ænima.

## Letra
Keenan incorpora a la letra parte de la rutina de "Arizona Bay" del comediante Bill Hicks por indicación de la línea de "aprender a nadar, verte en la bahía de Arizona." Hicks aparece en las notas / folleto del disco como un médico, y una imagen lenticular por debajo de la bandeja que ilustra una gran parte de California desapareciendo dejando sólo el Océano Pacífico, como se habla en la canción. "California cae en el mar" es una predicción hecha por Edgar Cayce, conocido también como "El Profeta Durmiente", sobre el final de los días en que California y Nueva York están a hundirse en el océano entre una plétora de otros cambios climáticos devastadores. 
Dado el desarrollado sentido del humor de Tool, quizá debería tener en cuenta que el oyente se encarga de leer entre líneas. Ante esta perspectiva, podría argumentarse que tal vez la canción es en realidad parodiando Armagedón-como las predicciones, como las de Edgar Cayce, por escrito de ellos como "estúpida mierda" e instruir a todos aquellos que creen que esas "cosas tontas" para "aprender a nadar" en el establecimiento de California. 
Se refiere también a la Iglesia de la Cienciología con la línea "Fuck L. Ron Hubbard and fuck all his clones", esto se debe a que los miembros de Tool se oponen a la Cienciología.